# Oxóssi

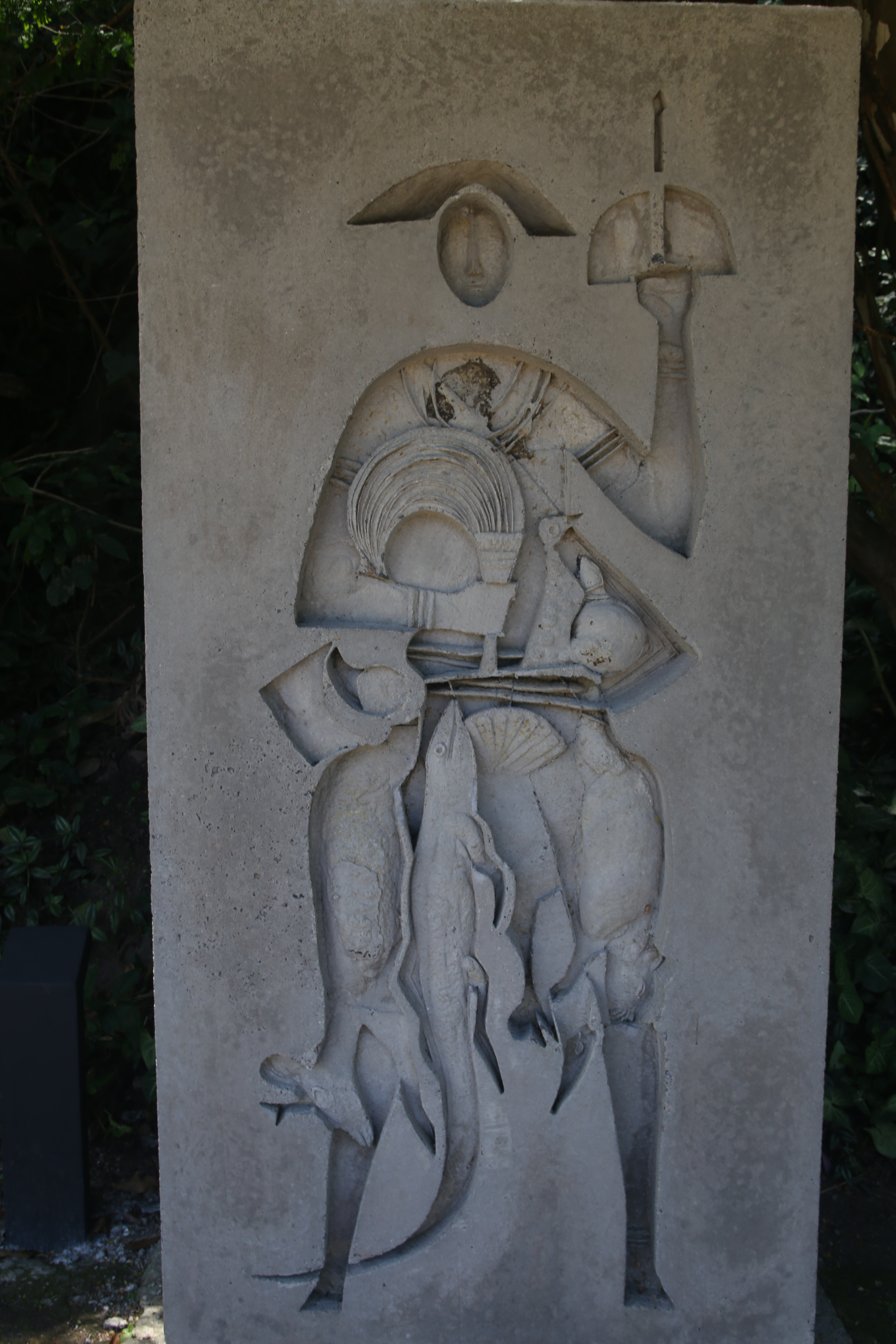
Monumento na cidade do Rio de Janeiro.

Oxóssi ou Oxoce, em Iorubá Ọ̀ṣọ́ọ̀sì, é o Òrìṣà (Orixá) da caça, das florestas, dos animais, da fartura, do sustento. Sua história origina-se na religião tradicional Yorubá, bem como os demais Orixás. É o caçador de Àṣẹ (Axé), aquele que caça e busca as energias positivas e todas as coisas boas para um Ilé (Casa), para um Kanzo (Terreiro).
Sua saudação é "Oke Aro!" ou também "Oke! Oke!" Aro era a mais importante família real do território Ketu, da qual Oxóssi era patrono. Ainda, Oxóssi é tido como filho de uma entidade chamada Apáòká, metamorfoseada nesta que é uma espécie de jaqueira.[carece de fontes?]

## Etimologia
O nome Oxóssi (Ọ̀ṣọ́ọ̀sì, em Iorubá) vem do termo iorubá Ọ̀ṣọ́wùsì, que significa "Caçador Popular" e "Guardião Popular".

## Ìtan de Oxóssi
Ìtan (pron. "Itã") são relatos míticos da cultura Ioruba. O Ìtan de Oxóssi tal como conservado pela tradição Iorubá e afro-brasileira, e que pôde ser catalogado por Pierre Verger (VERGER, 1997, p. 14), é como se segue nos parágrafos abaixo:
Olofin era um Ọọ̀ni (governante) da cidade de Ilé-Ifẹ̀ (pron. "Ilê Ifé"), lugar de origem de todos os Iorubas. Cada ano, na época da colheita, Olofin comemorava, em seu reino, a Festa dos Inhames. Ninguém no país podia comer dos novos inhames antes da festa. Chegado o dia, o rei instalava-se no pátio do seu palácio. Suas mulheres sentavam-se à sua direita, seus ministros sentavam-se à sua esquerda, seus escravos sentavam-se atrás dele, agitando leques e espanta-moscas, e os tambores soavam para saudá-lo. As pessoas reunidas comiam inhame pilado e bebiam vinho de palma. Elas comemoravam e brincavam.
De repente, um enorme pássaro voou sobre a festa. O pássaro voava à direita e voava à esquerda... Até que veio pousar sobre o teto do palácio. A estranha ave fora enviada pelas Ìyàmi Àjẹ́ (pron. "Iámi-Ajê"), feiticeiras, furiosas porque não foram também convidadas para a festa. [...] As pessoas assustadas comentavam: “[...] “Vamos, rápido, chamar os caçadores mais hábeis do reino!” 
De Idó (em Oyó, Nigéria), trouxeram Ọ̀ṣọ́tògún (pron. "Oxótogun"), o “Caçador das vinte flechas”. O rei lhe ordenou matar o pássaro com suas vinte flechas. Ọ̀ṣọ́tògún afirmou: “Que me cortem a cabeça se eu não o matar!” E lançou suas vinte flechas, mas nenhuma atingiu o enorme pássaro. O rei mandou prendê-lo. De Morê, chegou Ọ̀ṣọ́tojí (pron. "Oxótogí"), o “Caçador das quarenta flechas”. O rei lhe ordenou matar o pássaro com suas quarenta flechas. Ọ̀ṣọ́tojí afirmou: “Que me condenem à morte, se eu não o matar!” E lançou suas quarenta flechas, mas nenhuma atingiu o pássaro. O rei mandou prendê-lo. De Ilarê, apresentou-se Ọ̀ṣọ́tódótá (pron. "Oxótodotá"), o “Caçador das cinquenta flechas”. Ọ̀ṣọ́tódótá afirmou: “Que exterminem toda a minha família, se eu não o matar!”. Lançou suas cinquenta flechas e nenhuma atingiu o pássaro. O rei mandou prende-lo.
De Iremã, chegou, finalmente, Ọ̀ṣọ́tókaṣoṣo (pron. "Óxótókanxoxô"), o “Caçador de uma flecha só”. O rei lhe ordenou matar o pássaro com sua única flecha. Ọ̀ṣọ́tókaṣoṣo afirmou: “Que me cortem em pedaços se eu não o matar!”. Ouvindo isto, a mãe de Ọ̀ṣọ́tókaṣoṣo, que não tinha outros filhos, foi rápido consultar um babalaô, o adivinho, e saber o que fazer para ajudar seu único filho. “Ah!” – disse-lhe o babalaô. “Seu filho está a um passo da morte ou da riqueza. Faça ẹbọ (oferenda) e a morte tomar-se-á riqueza!” E ensinou-lhe como fazer uma oferenda que agradasse às feiticeiras. A mãe sacrificou, então, uma galinha, abrindo-lhe o peito, e foi, rápido, colocar na estrada, gritando três vezes: “Que o peito do pássaro aceite este presente!” 
Foi no momento exato que Ọ̀ṣọ́tókaṣoṣo atirava sua única flecha. O feitiço pronunciado pela mãe do caçador chegou ao grande pássaro. Ele quis receber a oferenda e relaxou o encanto que o protegera até então. A flecha de Ọ̀ṣọ́tókaṣoṣo o atingiu em pleno peito. O pássaro caiu pesadamente, se debateu e morreu. A notícia espalhou-se: “Foi Ọ̀ṣọ́tókaṣoṣo, o ‘Caçador de uma flecha só’, que matou o pássaro! O Rei lhe fez uma promessa, se ele o conseguisse! Ele ganhará a metade da sua fortuna! Todas as riquezas do reino serão divididas ao meio, e uma metade será dada a Ọ̀ṣọ́tókaṣoṣo!” Os três caçadores foram soltos da prisão e, como recompensa, Ọ̀ṣọ́tògún, o “Caçador das vinte flechas”, ofereceu a Ọ̀ṣọ́tókaṣoṣo vinte sacos de búzios; Ọ̀ṣọ́tojí, o “Caçador das quarenta flechas”, ofereceu-lhe quarenta sacos; Oxotadotá, o “Caçador das cinquenta flechas” ofereu-lhe cinquenta. E todos cantaram para Ọ̀ṣọ́tókaṣoṣo. O babalaô, também, juntou-se a eles, cantando e batendo em seu agogô: “Ọ̀ṣọ́wùsì! Ọ̀ṣọ́wùsì!! Ọ̀ṣọ́wùsì!!! “O caçador Óxó é popular!” E assim é que Ọ̀ṣọ́tókaṣoṣo foi chamado de Oxóssi [...]" 

### Narrativa alternativa

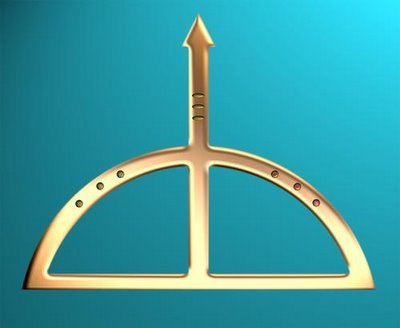
Ofá (arco e flecha), símbolo de Oxóssi

Em outra narrativa, menos comum, Oxóssi, irmão mais novo de Ògún, falha em defender Ketu, no Benin, que fora atacada por invasores na ausência de Ògún, por não saber lutar. Após retornar e ter contemplado a destruição, Ògún vai ao encontro de seu irmão Oxossi e lhe oferece o necessário treinamento para proteger seu povo, enquanto Ògún ausentava-se nos períodos de guerra. Tendo Oxóssi recebido de seu irmão Ògún treinamento nas artes do ataque e da defesa, Oxóssi tornou-se o Guardião Popular, ele mesmo guardando seu povo. Já possuindo a prática, utilizou apenas uma única flecha para matar o grande pássaros das feiticeiras Eleiés que ameaçava o povo durante a festa da colheita dos inhames, tendo assim livrado o povo de Queto do feitiço, fazendo com que este jovem irmão de Ògún tenha sido nomeado como Oxóssi, Caçador (Iorubá: "Ọ̀ṣọ́wùsì Ọdẹ"), e ganhado também o título de Orixá da Caça, o responsável por todo o conhecimento adquirido através da arte de caçar (metáfora para a busca de aprendizado). Outros títulos são Ọlọ́dẹ (senhor da caça), Ọba Igbó (rei da floresta) e Alákétu (rei de Kétu).

## Características e Qualidades de Oxóssi

### Características
Desde a Iorubalandia, em África, Oxóssi era considerado o guardião dos caçadores, pois cabia a estes trazer o sustento à tribo. Hoje pode-se ter que Oxóssi é quem protege trabalhadores(as) que vão todos os dias ao trabalho trazer o sustento aos seus. É atribuído a Oxóssi a ligeireza, a astúcia, a sabedoria, o jeito ardiloso para capturar a caça, ou seja, todos os atributos necessários para um caçador. É considerado o caçador de Axé, aquele que busca as energias positivas e todas coisas boas para um Ilé (um Casa), para um Terreiro.
Oxóssi está ligado também à expansão dos limites, do campo de ação, ao ter-se a caça como metáfora para conhecimento, conscientização. Ao atingir o conhecimento, Oxóssi acerta o seu alvo. Por este motivo, é um dos Orixás ligados ao campo do ensino, da cultura e da arte. Nas tribos tradicionais em África, cabia ao caçador penetrar o mundo "exterior", a mata, trazer tanto a caça quanto as folhas medicinais. Além disso, eram os caçadores que descobriam os locais para onde a tribo poderia futuramente mudar-se, fazer roça, etc. Assim, o Orixá da caça extensivamente é responsável pela transmissão de conhecimento, pelas descobertas. O Caçador descobre o novo local, mas são os demais membros, coletivamente, que a instala neste novo local. Assim, Oxóssi representa a busca pelo conhecimento: a ciência, a filosofia. 
Segundo Mario Cesar Barcellos "Oxóssi também está ligado às artes". É um orixá de contemplação, amante das artes e das coisas belas: "Ele está presente no ato da pintura de um quadro; na confecção de uma escultura; na composição de uma música; nos passos de uma dança; nas misturas de cores; na escrita de um poema, de um romance de uma crônica. Está na arte em um modo geral, desde o canto dos pássaros, da cigarra, ao canto do homem". Oxóssi é a vontade de cantar, de escrever, de pintar, de esculpir, de dançar, de plantar, de colher, de caçar, de viver com dinamismo e otimismo.
O elemento de Oxóssi é a terra, a ela ligado com liberdade, e rege o voar dos pássaros e a evolução das pequenas aves. Oxóssi está nas refeições, pois é quem provê o alimento. Em seu lado negativo, estão presentes a falta e a insegurança alimentar; o pouco plantio; o apodrecimento de frutas, legumes e verduras, etc., até mesmo a arte mal acabada, inacabada ou feita de má vontade. Curiosamente, Oxóssi também é a comodidade, um pouco de preguiça, a vontade de nada fazer senão contemplar, admirar, pensar e, quem sabe, criar - o que, ao contrário da lógica produtivista, é algo benéfico.

### Qualidades de Oxóssi
Cada filho de Oxóssi é iniciado com uma qualidade especifica desse Orixá, ligada a sua personalidade. Essa personalidade será aprimorada e intensificada, podendo o individuo obter resultados mais satisfatórios dentro das qualidades de seu Orixá. Oxóssi expande os limites, sendo a caça uma metáfora para a conscientização e obtenção de conhecimento. Estas são as qualidades encontradas e o que cada uma significa:
- Ibuálámo (ou ainda Ibulamo e Ibulama) – O caçador de idade avançada. Nasce nas águas mais profundas do Rio Erinlè. Sua vestimenta é branca com bandas, saiote e capacete de palha da costa. Tem ligação com Ọbalúwáiyé (Omolu) e Oṣun. Seu assentamento se difere de todos. No Brasil, além de usar o Ọ̀fà (arco e flecha), também veste couro e até mesmo usa chapéu e chicote.
- Inlẹ̀ ou Erinlẹ̀ (pron. "Inlê" ou "Erinlê"), ou ainda Ibúalámọn (pron. "Ubualãmon") – O Caçador novo, jovem. Tem seu culto as margens do Rio Erinlé. Conhecido com caçador de Elefantes ("Erinlẹ̀" significa "Terra do Elefante"), o marfim é a sua conta. Essa qualidade de Oxóssi tem ligação com Yemọjá e principalmente com Oṣun, com a qual é pai de Lógun Ẹ̀dẹ (Logunedé). Usa roupa e chicotes de couro chamada Bílalà.[carece de fontes?]
- Ọdẹ Onisewe (pron. "Odé Oniseuê") ou Ọdẹ Insseuè (pron. "Odé Insseuê") – É um Orixá próprio, mas no Candomblé é cultuado como uma qualidade de Oxóssi ligado às folhas e à Òsányìn (Ossanhe), o Orixá das folhas com o qual Oxóssi convive na floresta. Há um Oriki que diz: "Oló tóbi ewé, tóbi ewé, tóbi ewé, bàbá! Oló tóbi ewé, oló tóbi ewé, bàbá!" ("Grande Senhor dono das folhas, dono das folhas, dono das folhas, pai! Grande Senhor dono das folhas, Grande Senhor dono das folhas, pai!). Veste azul claro/turquesa, banda de palha da costa, e usa capacete quase tapando o seu rosto.[carece de fontes?]
- Ọdẹ Dana Dana– Ọdẹ Dana Dana em verdade é um Vodum da tradição Jeje-Fom do Benim, que nos territórios Ketu e de tradições Iorubas acaba aparecendo associado como esta mais uma qualidade de Oxóssi. Assim, tem ligação com o Orixá Èṣù e Òsányìn (Ossanhe), o Orixá das folhas com o qual Oxóssi vive na floresta, de forma semelhante àỌdẹ Onisewe.[carece de fontes?] É ele o Orixá que entra e sai da mata sem temer a Eguns e a própria morte. Veste azul claro, muito impetuoso e não foge à toa.
- Akueran (pron. "Acuerã") – Tem fundamento com Ògún e Ọ̀sányin. Muitas de suas comidas são oferecidas cruas. Ele é o dono da fartura. Ele mora nas profundezas das matas. Veste-se de azul claro e tiras vermelhas. Suas contas são verdes claras.
- Otin – Guerreiro e muito agressivo, vive intocado na mata caçando, ligado a Ògún. Usa azul claro, leva capangas, e roupas de couro de leopardo.
- Coifé – Não se faz no Brasil e na África, pois, muitos de seus fundamentos estão extintos. Seus eleitos ficam um ano recolhidos, tomando todos os dias o banho das folhas. Veste vermelho, leva na mão uma espada e uma lança. Come com Oçânhim e vive muito escondido dentro das matas, sozinho. Suas contas são azuis claras, usa capangas e braceletes. Usa um capacete que lhe cobre todo o rosto.
- Caré – Ligado ás águas e a Oṣun e Lógun Ẹ̀dẹ (Logunedé) e com eles exercem as mesmas forças e funções. Usa azul e um Banté dourado. Gosta de pentear-se, de perfume e de acarajé. Bom caçador mora sempre perto das fontes.
- Ínkúlè (pron. "Inculê") ou Oni Culê – Ọdẹ das montanhas, de culto no platô das serras, muito ligado a Òṣà Ògìnyán (Oxaguiã) e orixá Jagun, veste verde claro, turquesa.
- Infaim Ọdẹ Funfun ou Infami – ligado a Òṣà Ògìnyán (Oxaguiã) e Òṣàlùfàn (Oxalufã). Veste somente branco, e come Abadô.
- Ọdẹ Ajayipapo ou Ajenipapo – Ọdẹ ligado as Ìyámi Oṣórongá (mães feiticeiras). Qualidade de Oxóssi que têm aproximação com Oyá, a dona do Ìrùkèrè. Evocação: "Ọdẹ jòwó dáàbò mi!" (Caçador, por favor, proteja-me!)
- Ọdẹ Ọrẹlúéré (pron. "Odé Oreluerê") – Ligado aos Iobôs, Ọdẹ de culto antigo.
- Ìgbó (pron. "Ibo") – Caçador da Floresta. Abandonou todos para viver isolado nas matas. É erroneamente dito que é o mesmo de Ibuálámo, porém não são os mesmos. Ibuálámo significa "água profunda", enquanto Ìgbó significa "floresta".
- Poderemos encontrar ainda: Odé Etetú; Odé Edjá, Odé Isanbò, Odé Ominòn, Odé Oberun’Já.

## Culto à Oxóssi em África

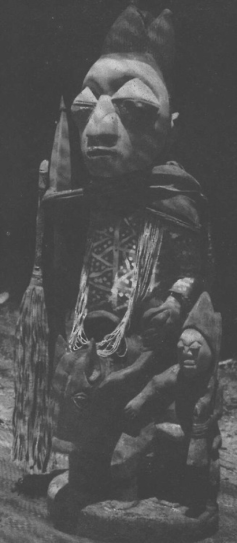
Escultura de Òrìṣà Ọ̀ṣọ́ọ̀sí (Orixá Oxóssi) na Nigéria

Os Orixás representam as forças da natureza e suas manifestações, por isso, cada Orixá tem sua ligação com o mundo e as pessoas, e assim se manifestam. Acredita-se que o mundo fora criado por Olorun e os orixás também foram criados por ele. Olorun é eterno e onipotente está relacionado ao firmamento, a força maior que existe e por isso não se manifesta aos homens, nem tem filhos como os orixás. Embora ele tenha sua origem no panteão negro-africano o mesmo não é cultuado nem na África nem no Brasil, pois somente os orixás se relacionam com os homens. Se Olorun precisa revelar algo ele o transmite aos orixás que por sua vez faz notório aos humanos. O homem africano está sempre em contato com a natureza e suas forças, por isso é atribuído para as entidades os poderes dela. Na cultura africana não há a necessidade de escrita para a transmissão do conhecimento religioso, por isso talvez a crença nos orixás tenham suas particularidades referentes a cada tribo, pois se apoiam na transmissão oral de suas crenças.
Histórias como essa eram contadas para celebrar e transmitir a cultura dos povos africanos aos seus descendentes é importante lembrar também que alguns dos povos africanos não se baseavam na escrita para a transmissão ou preservação de suas crenças, simplesmente o ato de contar varias vezes essas histórias já se torna eficaz para a compreensão dos mais novos do contexto em que estão inseridos e de sua introdução na sociedade.
Pierre Verger, erra ao afirmar em seu livro Notas Sobre o Culto aos Orixás e Voduns que o culto de Oxóssi foi praticamente extinto na região de Queto, na Iorubalândia, devido a escravização da maioria de seus sacerdotes, enviados à força às Américas ou mortos, tendo aqueles permanecidos em Queto deixado de cultuá-lo por não se lembrarem mais como realizar os ritos apropriados ou por passarem a cultuar outras divindades.[carece de fontes?]
Hoje em dia, sabemos que esta informação é falsa. Trata de que o culto à Oxóssi ser de locais e linhagens familiares específicas, que sim mantem o culto dele em vários lugares da Iorubalândia nos estados de Oió, Equiti, Ogum, etc. É um mito que Oxóssi se conservou na Diáspora e pereceu na África. Esta falsa narrativa já foi desmentida.[carece de fontes?]

## Culto à Oxóssi no Brasil

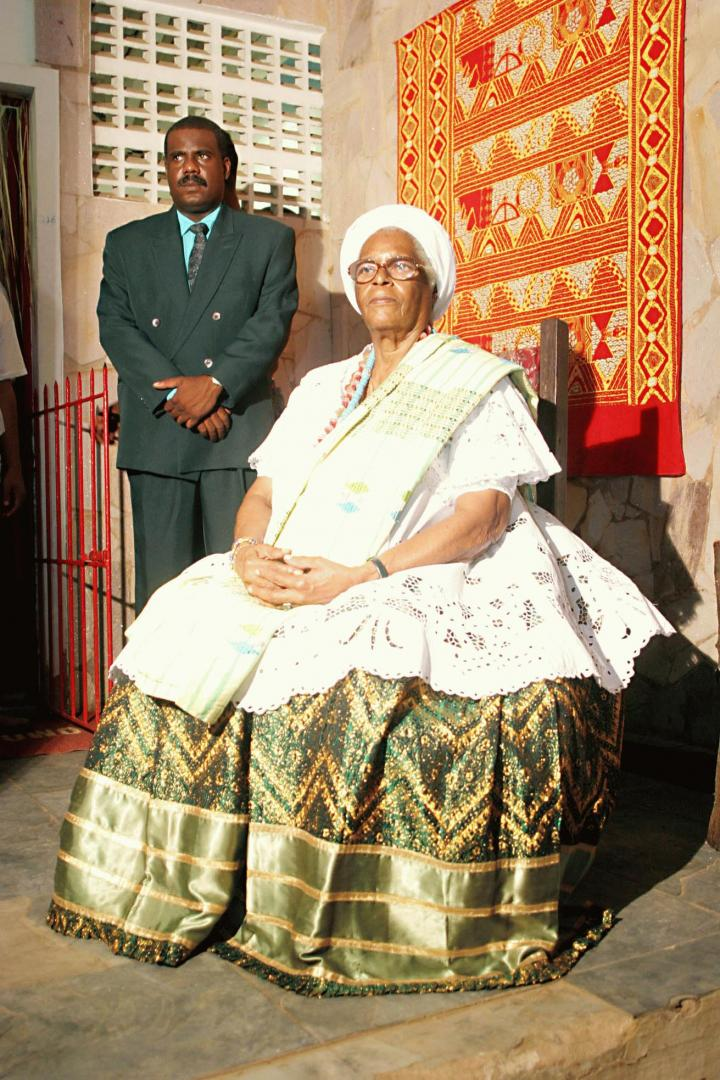
Mãe Stella de Oxóssi

Mesmo que durante a diáspora africana muitos sacerdotes não tenham sobrevivido aos rigores do tráfico negreiro e do cativeiro, ainda assim o culto à Oxóssi foi preservado no Brasil e em Cuba. No Brasil, tornou-se num dos Orixás mais populares, tanto no Candomblé, onde se tornou o rei da Nação Queto, quanto na Umbanda, onde é patrono da Linha dos Caboclos, uma das mais ativas da religião.

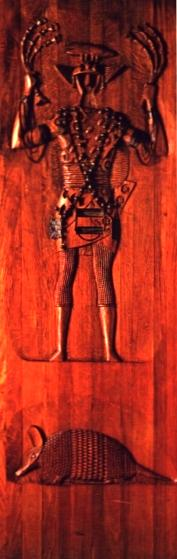
Ibualama, Inlè ou Erinlè - escultura de Carybé em madeira (Museu Afro-Brasileiro, em Salvador, no Brasil)

Seu habitat é a floresta, sendo simbolizado pela cor verde na Umbanda e, no Candomblé o azul claro ou também prateado. Sendo assim, roupas, guias e contas costumam ser confeccionadas nessas cores, incluindo, entre as guias e contas, no caso de Oxóssi e, também, seus caboclos, elementos que recordem a floresta, tais como penas e sementes.
Seus instrumentos de culto são o Ofá (arco e flecha), lanças, facas e demais objetos de caça. No Brasil é mantido o conteúdo de seu mito como "o caçador de uma flecha só". Come tudo quanto é caça e o dia a ele consagrado é quinta-feira.
Duas qualidades comuns de Oxossi no Brasil são Oxossi Ibuálámo (Ibulama) e Oxóssi Otin, já descritos acima.
Apesar de ser possível fazer preces e oferendas a Oxóssi para as mais diversas facetas da vida, é justamente pelas características de expansão e fartura desse Orixá que os fiéis costumam solicitar o seu auxílio para solucionar problemas no trabalho e desemprego. Afinal, a "busca pelo pão de cada dia" no trabalho assalariado hoje se paraleliza com o antigo papel do caçador na alimentação tribal.
Por suas ligações com a floresta, pede-se a cura para determinadas doenças; e, por seu perfil guerreiro, proteção espiritual e material. É o senhor da inteligência, do conhecimento, da sabedoria e da curiosidade. Dizem os mais antigos que Oxóssi é o único Orixá que conhece o segredo do mundo fora os Orixás Funfun e Onilé, pois quebrou todos os tabus do mundo. Por isso, nada passa desapercebido por Oxóssi.

### Folhas e ervas rituais de Oxóssi
Na crença das religiões africanas cada orixá tem suas folhas que lhe são oferecidas nos ritos e cultos. Todas as folhas tem o seu poder e são extremamente necessárias para o Orixá, impossível realizar qualquer tipo de ritual sem elas. Há um oriki (conto) que diz: "Ko si ewe, ko si Òrìṣà!" ("Sem folha, sem Orixá!"). As sete mais usadas para as oferendas á Oxóssi são:
- Euê Odé
- Acocô
- Odé acoxu
- Etitaré
- Iteté
- Ibá ajá
- Bujê

### Sincretismo
Pierre Verger explica que, para os africanos escravizados e seus descendentes, o processo de sincretismo (associação e assimilação do panteão africano com os santos católicos) foi utilizado como máscara para a sobrevivência dos cultos tradicionais diante da perseguição e do racismo na sociedade brasileira. Inicialmente, acontecia o que Verger chamou de "sincretismo aparente", que se fortaleceu e se consolidou com o tempo na forma das religiões tipicamente afro-brasileiras. Oxóssi era uma das entidades cultuadas, embora os santos católicos a ele relacionado não tenham espaço nos seus ritos, cantos e cosmovisão. Em Pernambuco foi relacionado com o Arcanjo Miguel, na Bahia foi relacionando a São Jorge, e no centro-sul com São Sebastião. Em Salvador, no dia de Corpus Christi, é realizada uma missa chamada de "missa de Oxóssi", com a participação das ialorixás do candomblé da Casa Branca do Engenho Velho.

## Arquétipo
Arquétipo é uma espécie de imagem pré-concebida - apriorística - incrustada profundamente no inconsciente coletivo da humanidade, em suma, um conjunto de características modelo dadas a algo.[carece de fontes?]
O filho de Oxóssi é pouco conservador, possui múltiplos interesses, e não analisa qualquer assunto por muito tempo. Quando algo lhe interessa, sua ação seria observar, elaborar uma interpretação própria, e já seguir adiante em busca de mais novidades e conhecimentos. Não consegue se deter tempo suficiente para conhecer profundamente algum assunto, mas conhece um pouco de tudo. Gosta de companhia, faz parte do seu temperamento alegre. As crianças o adoram, dá bastante liberdade e as estimula a variar a suas atividades, embora seja falho no lado disciplinar. Não é ciumento e não quer ser alvo de ciúmes nem quer que sua liberdade seja tolhida por causa dele. Alguns filhos de Oxóssi com problemas emocionais e profissionais passam por períodos de depressão, e podem ser vítimas de tramas traiçoeiras, e ter atos e palavras mal interpretados.
A filha de Oxóssi é uma intelectual. Embora administre bem o seu lar, passa pouco tempo dentro dele, pois prefere o ambiente profissional ou a vida em sociedade. Quem casa com essa mulher, casa com muitas mulheres diferentes ao mesmo tempo. São criativas, divertidas, surpreendentes, curiosa por qualquer novidade, fiéis e dedicadas. Variar é seu ponto forte. A parte física de uma relação é a que menos interessa a mulher de Oxóssi, que se aproxima por atração intelectual e espiritual. Gosta de discutir, é muito temperamental, petulante e fala para ferir quando está brigando. Como mãe, é maravilhosa. Ensinará aos filhos a independência, será imaginativa e amorosa e organizará para eles muitas atividades estimulantes. A traição não está na natureza da filha de Oxóssi ela jamais sacrificaria lar e filhos por uma aventura.